# Armallones
Armallones è un comune spagnolo di 50 abitanti (2022) situato nella comunità autonoma di Castiglia-La Mancia.